# Mahmoud Abdul-Rauf
Pour les articles homonymes, voir Jackson et Chris Jackson (homonymie).
Mahmoud Abdul-Rauf, né Chris Wayne Jackson le 9 mars 1969 à Gulfport au Mississippi, est un joueur américain de basket-ball.

## Biographie
Abdul-Rauf souffre depuis son enfance du syndrome de Gilles de La Tourette, qui lui fait dire des mots ou commettre des gestes étranges et qu'il surmonta pour réussir une carrière sportive.
En NCAA, il connaît deux ans de succès avec les Tigers de LSU de l'Université d'État de Louisiane. En 64 rencontres, il inscrit plus de 20 points à 52 reprises, dont 28 matches à plus de 30 points, 11 à plus de 40 et 4 à plus de 50 unités. Il est sélectionné au troisième rang de la Draft 1990 par les Nuggets de Denver. il évolue sous les ordres de Doug Moe puis de Paul Westhead. Malgré une moyenne de 14,1 points, sa saison rookie est estimée décevante. 
Après avoir lu la biographie de Malcolm X, Chris Jackson se convertit à l'islam en 1991 et se fait appeler Mahmoud Abdul-Rauf. Très impliqué à l'entraînement, il s'impose à Denver en remportant le trophée de NBA Most Improved Player en 1992-1993 avec une moyenne de 19,2 points avec une adresse de 45 %, 2,8 rebonds et 4,2 passes décisives. Il fut leader de la ligue au pourcentage de lancers-francs en 1994 et 1996, manquant d'une seule réussite le record de l'histoire NBA en pourcentage de lancers-francs lors de la saison 1993-1994 (il réussit une performance de 219 lancers-francs sur 229, soit 95,6 % alors que Calvin Murphy avait réussi 95,8 % (206/215) lors de la saison 1980-1981. Il reste dans le Colorado jusque 1996. À la suite de la polémique de l’hymne américain, il est transféré aux Kings de Sacramento durant l’été en échange de Sarunas Marciulionis et d'un deuxième tour de draft. Il devient la deuxième option offensive derrière Mitch Richmond (13.7 pts sur 75 matches) avant que son temps de jeu ne chute à 17 minutes par rencontre (7.3 pts sur 31 matches) au cours de cette saison NBA 1997-1998. Après une saison en Turquie au Fenerbahçe, puis une année sabbatique, il retrouve les parquets de la NBA avec les Grizzlies de Vancouver en tant que remplaçant de Mike Bibby. 
Il détient le plus haut pourcentage de réussite aux lancers-francs en carrière de l'histoire de la NBA avec 90,5 %.
Après avoir quitté la NBA, il part jouer en Europe, prenant sa retraite à l'issue de la saison 2004-2005. Lors de la saison 2006-2007, il sort de sa retraite pour la troisième fois de sa carrière pour évoluer avec Aris Salonique.
Depuis qu'il s'est retiré de la NBA, il a construit une mosquée dans sa ville de Gulfport, Mississippi et est devenu imam. Il a transformé une propriété reconnue comme une demeure de vente de crack en mosquée pour montrer un symbole et mobiliser son quartier pour la lutte contre la drogue et le crime. À 41 ans, il joue en ligue japonaise avec l'équipe de Kyoto Hannaryz et a tourné à 17,9 points de moyenne par match. Après l'arrêt de sa carrière, il devient coach personnel. Il compte parmi ses clients, les joueurs NBA Ben Gordon et D.J. Augustin.

## Clubs successifs
- 1988-1990 :  Tigers de LSU (NCAA)
- 1990-1996 :  Nuggets de Denver (NBA)
- 1996-1998 :  Kings de Sacramento (NBA)
- 1998-1999 :  Fenerbahçe Ülkerspor (TBL)
- 2000-2001 :  Grizzlies de Vancouver (NBA)
- 2003-2004 :  Ural Great Perm (Superligue)
- 2004-2005 :  Sedima Roseto (LegA)
- 2006-2007 :  Aris Salonique (ESAKE)
- 2007-2008 :  Al-Ittihad (Arabie saoudite)
- 2009-2011 :  Kyoto Hannaryz (Bj League)

## Records sur une rencontre en NBA
Les records personnels de Mahmoud Abdul-Rauf en NBA sont les suivants, :
| Type de statistique        | Saison régulière | Saison régulière        | Saison régulière | Playoffs | Playoffs               | Playoffs      |
| Type de statistique        | Record           | Adversaire              | Date             | Record   | Adversaire             | Date          |
| -------------------------- | ---------------- | ----------------------- | ---------------- | -------- | ---------------------- | ------------- |
| Points                     | 51               | @ Jazz de l'Utah        | 7 décembre 1995  | 23       | @ Jazz de l'Utah       | 12 mai 1994   |
| Paniers marqués            | 17               | @ Jazz de l'Utah        | 7 décembre 1995  | 9        | @ Jazz de l'Utah       | 17 mai 1994   |
| Paniers tentés             | 32               | 2 fois                  | 2 fois           | 21       | @ Jazz de l'Utah       | 17 mai 1994   |
| Paniers à 3 points réussis | 9                | @ Jazz de l'Utah        | 7 décembre 1995  | 3        | @ Jazz de l'Utah       | 12 mai 1994   |
| Paniers à 3 points tentés  | 14               | @ Jazz de l'Utah        | 7 décembre 1995  | 7        | @ Jazz de l'Utah       | 12 mai 1994   |
| Lancers francs réussis     | 10               | 2 fois                  | 2 fois           | 6        | 2 fois                 | 2 fois        |
| Lancers francs tentés      | 13               | @ Jazz de l'Utah        | 3 février 1993   | 6        | 2 fois                 | 2 fois        |
| Rebonds offensifs          | 2                | 34 fois                 | 34 fois          | 1        | 5 fois                 | 5 fois        |
| Rebonds défensifs          | 7                | 2 fois                  | 2 fois           | 4        | Jazz de l'Utah         | 15 mai 1994   |
| Rebonds totaux             | 9                | @ Bucks de Milwaukee    | 15 novembre 1992 | 4        | Jazz de l'Utah         | 15 mai 1994   |
| Passes décisives           | 20               | @ Suns de Phoenix       | 15 novembre 1995 | 6        | Jazz de l'Utah         | 15 mai 1994   |
| Interceptions              | 5                | @ Lakers de Los Angeles | 21 novembre 1990 | 1        | 7 fois                 | 7 fois        |
| Contres                    | 2                | 3 fois                  | 3 fois           | 1        | Jazz de l'Utah         | 14 mai 1994   |
| Balles perdues             | 8                | @ Suns de Phoenix       | 5 février 1991   | 5        | @ Spurs de San Antonio | 30 avril 1995 |
| Minutes jouées             | 56               | @ Suns de Phoenix       | 15 novembre 1995 | 41       | Jazz de l'Utah         | 14 mai 1994   |

- Double-double : 10
- Triple-double : 0

## Controverse
Abdul-Rauf est connu pour la controverse qu'il a suscité lorsqu'il a refusé de se lever vers le drapeau des États-Unis avant les matches, disant que ce drapeau était un « symbole d'oppression » et que les États-Unis possédaient une longue « histoire de tyrannie ». Il disait que se lever pour le drapeau et l'hymne américain viendrait en contradiction avec ses convictions religieuses. Le 12 mars 1996, la NBA suspendit Abdul-Rauf pour une rencontre pour son refus de se lever. Deux jours après, la ligue négocia un compromis avec lui, où il devait se lever durant l'hymne national, mais pouvait fermer les yeux et regarder par terre. Il récitait silencieusement une prière durant ce temps. 
Dans un but de provocation et de réponse à cette controverse, quatre employés de "KBPI" de Denver entrèrent dans une mosquée du Colorado et jouèrent « the Star-Spangled Banner » avec des tambours et des trompettes. Sa relation avec les médias, les fans se détériora. Il recevra plusieurs menaces de mort. En 2001, sa maison de Gulfport est incendiée par des membres du Ku Klux Klan.